# Crumomyia nartshukae
Crumomyia nartshukae är en tvåvingeart som beskrevs av Kuznetzova 1989. Crumomyia nartshukae ingår i släktet Crumomyia och familjen hoppflugor.
Artens utbredningsområde är Sachalin. Inga underarter finns listade i Catalogue of Life.